# آلکسی مانویلوف
آلکسی مان‌ویلوف (سوئدی: Alexej Manvelov؛ زادهٔ ۱۹۸۲ میلادی) بازیگر اهل سوئد استوی تباری کردی-روسی است. او بیشتر به خاطر ایفای نقش اکرم سلیم در مجموعه تلویزیونی تریلر جنایی اسکاتلندی دپارتمان کیو محصول سال ۲۰۲۵ شناخته می‌شود. او همچنین در مینی‌سریال تاریخی چرنوبیل و فصل سوم جک رایان (۲۰۲۲) حضور داشته است. از دیگر آثار او می‌توان به آثار سوئدی‌زبان از جمله پیش از آن‌که بمیریم (۲۰۱۷)، مرثیهٔ استکهلم (۲۰۱۸)، سگ برتر (۲۰۲۰)، و یک روز و نیم (۲۰۲۳) اشاره کرد.

## اوایل زندگی و تحصیلات
آلکسی مان‌ویلوف در سال ۱۹۸۲ در مسکو از مادری روس و پدری کرد اهل سوریه متولد شد. او در ده‌سالگی به سوئد نقل مکان کرد و در یونزبرو نزدیک لینشوپینگ بزرگ شد.
وی پیش از آن‌که برای دنبال کردن رؤیای بازیگری به استکهلم برود، در صنعت ساخت‌وساز ساختمان مشغول به فعالیت بود.

## حرفه
مان‌ویلوف در مجموعه تلویزیونی سوئدی پیش از آن‌که بمیریم محصول ۲۰۱۷ نقش داوُر، رهبر یک باند کروات را ایفا کرد. او پیش‌تر با ایفای نقش در مجموعه سوئدی آرنه دال: مراسم مرگ توجه تهیه‌کننده ماریانه نوردنبری را جلب کرده بود. او همچنین در مجموعه پلیسی-جنایی سوئدی جوانهٔ خاک ظاهر شد و در سال ۲۰۲۰ نقش تدی را در سگ برتر بازی کرد. او نقش اصلی را در فیلم سوئدی یک روز و نیم محصول ۲۰۲۳ بر عهده داشت.
او در مجموعه‌های تاریخی انگلیسی‌زبان چرنوبیل و جک رایان، همچنین فیلم پیمانکار محصول ۲۰۲۲ نقش‌آفرینی کرده است. علاوه بر اینها، او یکی از نقش‌های اصلی را در مجموعه تلویزیونی مهیج و جنایی اسکاتلندی دپارتمان کیو محصول ۲۰۲۵ ایفا کرد که در آن شخصیت چندلایه‌ای اکرم سلیم را به تصویر کشید.

## گزیدهٔ نقش‌آفرینی‌ها
| سال       | عنوان                           | نقش            | توضیح              |
| --------- | ------------------------------- | -------------- | ------------------ |
| ۲۰۰۹      | ساوندچک                         | دومینو         |                    |
| ۲۰۱۵      | آرنه دال: مراسم مرگ             | میخائیل بوتکین | ۲ قسمت             |
| ۲۰۱۵–۲۰۲۰ | اشغال‌شده                        | نیکلای         | ۱۶ قسمت            |
| ۲۰۱۷      | جوانهٔ خاک                       | دکتر پارکر     | ۸ قسمت             |
| ۲۰۱۷–۲۰۱۹ | پیش از آن‌که بمیریم              | داوُر           | ۱۴ قسمت            |
| ۲۰۱۸      | مرثیهٔ استکهلم                   | پیدر           | ۱۰ قسمت            |
| ۲۰۱۸      | اکنون فصل شکوفایی فرا رسیده است | تولن           | فیلم               |
| ۲۰۱۹      | چرنوبیل                         | گارو           | ۱ قسمت             |
| ۲۰۲۰–۲۰۲۳ | سگ برتر                         | تدی            | ۱۴ قسمت            |
| ۲۰۲۲      | پیمانکار                        | جاسوس          | فیلم               |
| ۲۰۲۲      | جک رایان                        | آلکسی پتروف    | ۸ قسمت             |
| ۲۰۲۳      | یک روز و نیم                    | آرتان          | فیلم               |
| ۲۰۲۵      | دپارتمان کیو                    | اکرم سلیم      | یکی از نقش‌های اصلی |